# Discografia de Steve Vai
Este artigo traz a Discografia completa do guitarrista virtuoso estadunidense Steve Vai.
Ele começou sua carreira musical em 1980, tocando na banda do Frank Zappa. Desde então, ele gravou álbuns e saiu em turnê com bandas do naipe de Alcatrazz, Whitesnake, The David Lee Roth Band e Public Image Ltd.
Em 1983 ele iniciou sua carreira solo, e desde então lançou 10 álbuns de estúdio, dois EP's, dois álbuns especiais, 8 álbuns ao vivo, 20 álbuns compilatórios e 7 videos, além de ter participado de 12 trilhas-sonoras, seja de jogos eletrônicos e/ou filmes. Ele também é creditado como músico convidado em mais de 40 álbuns, tocando em álbuns de artistas como Alice Cooper, Ozzy Osbourne, Motorhead e Gregg Bissonette.

## Discografia solo

### Álbuns de Estúdio
| 1984                                                                                 | Flex-Able                                                       | —   | —   | —   | —  | —  | —  | —  | —  | —  | —  | - : 61,206+                                     |
| 1990                                                                                 | Passion and Warfare                                             | 18  | 8   | —   | 32 | 28 | —  | 35 | —  | —  | 27 | - : Ouro (RIAA) - : Ouro (CRIA) - : Prata (BPI) |
| 1993                                                                                 | Sex & Religion                                                  | 48  | 17  | —   | 26 | —  | 53 | 26 | —  | —  | 41 | - : 182,069+                                    |
| 1996                                                                                 | Fire Garden                                                     | 106 | 41  | 30  | 85 | 18 | —  | —  | —  | 22 | —  | - : 88,432+                                     |
| 1998                                                                                 | Flex-Able Leftovers (Relançamento)                              | —   | —   | —   | —  | —  | —  | —  | —  | —  | —  | - : 14,913+                                     |
| 1999                                                                                 | The Ultra Zone                                                  | 121 | —   | 49  | —  | 14 | —  | —  | —  | —  | —  | - : 41,395+                                     |
| 2005                                                                                 | Real Illusions: Reflections                                     | 147 | 127 | 110 | 88 | 34 | —  | —  | —  | —  | —  |                                                 |
| 2012                                                                                 | The Story of Light: Real Illusions: ...of a...                  | 78  | 129 | 136 | 75 | 36 | 79 | —  | 67 | 43 | —  |                                                 |
| 2016                                                                                 | Modern Primitive + Passion and Warfare 25th Anniversary Edition | —   | 118 | 151 | —  | —  | —  | 77 | —  | —  | —  |                                                 |
| 2022                                                                                 | Inviolate                                                       | —   | —   | 127 | 13 | 32 | 65 | 25 | —  | —  | —  |                                                 |
| "—" indica que não apareceu na parada musical ou não foi lançado naquele território. |                                                                 |     |     |     |    |    |    |    |    |    |    |                                                 |

### EPs
| Flex-Able Leftovers                                                                  | - Lançamento: 1984 - Selo: Urantia Records - Formato: LP                             | —   | —  | —  | —  |                 |
| Alien Love Secrets                                                                   | - Lançamento: 21 de março de 1995 - Selo: Relativity - Formato: CD, digital download | 125 | 39 | 72 | 17 | - EUA: 103,116+ |
| "—" indica que não apareceu na parada musical ou não foi lançado naquele território. |                                                                                      |     |    |    |    |                 |

### Ao Vivo e/ou orquestrados
| Ano  | Álbum                                 | Mídia / Formato      | Desempenho nas Paradas Musicais | Desempenho nas Paradas Musicais | Desempenho nas Paradas Musicais | Desempenho nas Paradas Musicais | Desempenho nas Paradas Musicais | Desempenho nas Paradas Musicais | Desempenho nas Paradas Musicais | Certificação/Vendas |
| Ano  | Álbum                                 | Mídia / Formato      | [ 18 ]                          | [ 19 ]                          | [ 3 ]                           | [ 4 ]                           | [ 5 ]                           | [ 9 ]                           | [ 2 ]                           | Certificação/Vendas |
| ---- | ------------------------------------- | -------------------- | ------------------------------- | ------------------------------- | ------------------------------- | ------------------------------- | ------------------------------- | ------------------------------- | ------------------------------- | ------------------- |
| 2001 | Alive in an Ultra World               | CD Duplo             | —                               | —                               | 122                             | —                               | 68                              | —                               | —                               |                     |
| 2004 | Live at the Astoria, London           | DVD                  | —                               | —                               | —                               | —                               | —                               | —                               | —                               | RIAA: 2× Platina    |
| 2005 | Live at the Astoria, London           | CD                   | —                               | —                               | —                               | —                               | —                               | —                               | —                               |                     |
| 2007 | Sound Theories Vol. I & II            | CD Duplo             | —                               | —                               | 138                             | 97                              | 96                              | —                               | —                               |                     |
| 2007 | Visual Sound Theories                 | DVD                  | —                               | —                               | —                               | —                               | 104                             | —                               | —                               |                     |
| 2009 | Where The Wild Things Are             | CD, digital download | —                               | —                               | —                               | —                               | 221                             | —                               | —                               |                     |
| 2009 | Where The Wild Things Are             | Blu-Ray, DVD Duplo   | 4                               | 8                               | —                               | —                               | 110                             | —                               | —                               | RIAA: Ouro          |
| 2010 | Where The Other Wild Things Are       | CD                   | —                               | —                               | —                               | —                               | —                               | —                               | —                               |                     |
| 2015 | Stillness in Motion: Vai Live in L.A. | CD Duplo             | —                               | —                               | —                               | —                               | —                               | —                               | —                               |                     |
| 2015 | Stillness in Motion: Vai Live in L.A. | DVD Duplo            | —                               | —                               | —                               | —                               | —                               | —                               | —                               |                     |

### Outros
| Ano  | Álbum                           | Info |
| ---- | ------------------------------- | --- |
| 1993 | "In My Dreams With You"         | single promocional do álbum Sex and Religion, com 3 faixas.                                                                                             |
| 1998 | "Bad Squad"                     | Cd-promocional da pedaleira Morley para promover a pedaleira "Bad Horsie wah pedal".                                                                    |
| 2005 | "Naked Tracks"                  | "Naked Tracks" é uma série lançada pelo guitarrista, em que todos os seus álbuns são remixados, e o som da guitarra principal (lead guitar) é retirado. |
| 2013 | "Naked Tracks Volumes VI & VII" | "Naked Tracks" é uma série lançada pelo guitarrista, em que todos os seus álbuns são remixados, e o som da guitarra principal (lead guitar) é retirado. |

### Compilações
| Ano  | Álbum                                | Info |
| ---- | ------------------------------------ | --- |
| 2001 | The Secret Jewel Box                 | Caixa box com 10 CDs de músicas raras e escondidas do guitarrista                                                                                          |
| 2001 | The Elusive Light and Sound, Vol. 1  | * Este álbum contém músicas gravadas pelo músico para trilhas-sonoras de filmes * Vol.1 da The Secret Jewel Box                                            |
| 2003 | The Infinite Steve Vai: An Anthology | Coletânea com 32 músicas da carreira do guitarrista, incluindo 1 música da época do Whitesnake e mais uma da época do Alcatrazz.                           |
| 2008 | Steve Vai Original Album Classics    | Box-coletânea contendo os 5 primeiros álbuns de estúdio do guitarrista (Flex-Able, Passion and Warfare, Sex & Religion, Alien Love Secrets & Fire Garden). |
| 2010 | Playlist: The Very Best of Steve Vai | |
| 2011 | The Essential Steve Vai              | Trata-se do relançamento (com outro nome, porém), via Sony BMG, de The Infinite Steve Vai: An Anthology                                                    |

#### Série de álbuns comreduções para pianodas músicas compostas peloSteve Vai
| Ano  | Álbum                                                                            | Info |
| ---- | -------------------------------------------------------------------------------- | --- |
| 2004 | "Vai - Piano Reductions, Vol. 1: Performed by Mike Kenneally" (by Mike Keneally) | Álbum de Mike Keneally, interpretando as canções do Vai, que foram reduzidas para piano / Este álbum é o Vol.6 da box-coletânea The Secret Jewel Box |
| 2019 | "Vai - Piano Reductions, Vol. 2: Performed by Miho Arai" (by Miho Arai)          | |

#### Série "Archives"
A Série "Archives" é composta por CDs que contém músicas raras e escondidas da carreira do guitarrista.
| Ano  | Álbum                                                         | Info |
| ---- | ------------------------------------------------------------- | --- |
| 2000 | The 7th Song - Enchanting Guitar Melodies (Archives Vol. 1)   | * 1o álbum da série "Archives", que contém músicas raras e escondidas da carreira do guitarrista. Compilação com as faixas de número "7" dos 7 primeiros álbuns de estúdio do guitarrista.                                                           |
| 2001 | Frank Zappa Original Recordings; Steve Vai (Archives, Vol. 2) | * 2o álbum da série "Archives", que contém músicas raras e escondidas da carreira do guitarrista. No caso deste álbum, somente canções gravadas com Frank Zappa. * Vendido somente como Vol.3 da The Secret Jewel Box                                |
| 2003 | Mystery Tracks (Archives Vol. 3)                              | * 3o álbum da série "Archives", que contém músicas raras e escondidas da carreira do guitarrista. * Álbum presente também como o Vol.4 da The Secret Jewel Box                                                                                       |
| 2003 | Various Artists (Archives Vol. 4)                             | * 4o álbum da série "Archives", que contém músicas raras e escondidas da carreira do guitarrista. No caso deste álbum, somente músicas em parcerias com outros artista(s)/banda(s) * Álbum presente também como o Vol.5 da The Secret Jewel Box      |
| 2013 | Archives, Vol. 3.5: Various Mysteries                         | * 5o álbum da série "Archives", que contém músicas raras e escondidas da carreira do guitarrista. No caso deste álbum, ele é composto pelas músicas dos álbuns Mystery Tracks – Archives Vol. 3, e Various Artists – Archives Vol. 4, ambos de 2003. |

### VaiTunes
Algumas músicas que foram gravadas pelo Vai e que até então não haviam sido lançadas em nenhum de seus álbuns, o músico as disponibilizou via Itunes (chamadas pelo músico de VaiTunes). Mais tarde, algumas dessas músicas chegaram a aparecer em alguns álbuns.
| #            | Gravada em | Lançamento (via VaiTunes) | Faixa                                        | Referências |
| ------------ | ---------- | ------------------------- | -------------------------------------------- | ----------- |
| VaiTunes #1  | 1998       | 09/02/2010                | Without Me                                   | [ 23 ]      |
| VaiTunes #2  | 2010       | 04/05/2010                | The Moon & I                                 | [ 24 ]      |
| VaiTunes #3  | 1997       | 11/06/2010                | Speed                                        | [ 25 ]      |
| VaiTunes #4  | 1995       | 14/07/2010                | Underground Garden                           | [ 26 ]      |
| VaiTunes #5  | 1994       | 22/08/2010                | The Burning Bush                             | [ 27 ]      |
| VaiTunes #6  | 2003       | 30/11/2010                | Amirah (Ft. Surinder Sandhu)                 | [ 28 ]      |
| VaiTunes #7  | 1992       | 06/04/2011                | The Bodhi Tree                               | [ 29 ]      |
| VaiTunes #8  | 18/12/1999 | 14/11/2011                | Blues For Dust                               | [ 30 ]      |
| VaiTunes #9  | 24/07/2014 | 12/11/2015                | Flash Mob (Steve Vai & The Vai Academy Army) | [ 31 ]      |
| VaiTunes #10 | 2012       | 18/11/2017                | Cupid and His Lasers                         | [ 32 ]      |

## ComFrank Zappa
| Ano  | Álbum                                                                                                | Creditado como                               |
| ---- | --- | -------------------------------------------- |
| 1981 | Tinseltown Rebellion                                                                                 | Rhythm guitar, vocals                        |
| 1981 | Shut Up 'n Play Yer Guitar                                                                           | Rhythm guitar                                |
| 1981 | You Are What You Is                                                                                  | Guitar                                       |
| 1982 | Ship Arriving Too Late to Save a Drowning Witch                                                      | "Impossible Guitar parts"                    |
| 1983 | The Man from Utopia                                                                                  | Guitar parts                                 |
| 1984 | Them or Us                                                                                           | Guitar                                       |
| 1984 | Thing-Fish                                                                                           | Guitar, vocals                               |
| 1985 | Frank Zappa Meets the Mothers of Prevention                                                          | Guitar                                       |
| 1987 | Jazz from Hell                                                                                       | Guitar                                       |
| 1988 | Guitar                                                                                               | Stunt guitar                                 |
| 1988 | You Can't Do That on Stage Anymore Sampler                                                           | Stunt guitar                                 |
| 1988 | You Can't Do That on Stage Anymore, Vol. 1                                                           | Stunt guitar                                 |
| 1989 | You Can't Do That on Stage Anymore, Vol. 3                                                           | Stunt guitar                                 |
| 1991 | You Can't Do That on Stage Anymore, Vol. 4                                                           | Stunt guitar, vocals                         |
| 1991 | Beat the Boots I: As An Am                                                                           | Stunt guitar                                 |
| 1992 | You Can't Do That on Stage Anymore, Vol. 5                                                           | Stunt guitar                                 |
| 1992 | You Can't Do That on Stage Anymore, Vol. 6                                                           | Stunt guitar                                 |
| 1995 | Strictly Commercial                                                                                  | Guitar                                       |
| 1997 | Have I Offended Someone?                                                                             | Guitar                                       |
| 1998 | Cheap Thrills                                                                                        | Guitar                                       |
| 1999 | Son of Cheep Thrills                                                                                 | Guitar, vocals                               |
| 2001 | FZ Original Recordings; Steve Vai Archives, Vol. 2 (Only available as Vol.3 in The Secret Jewel Box) | "strat abuse" and "impossible guitar parts." |
| 2008 | Zappa Plays Zappa (Dweezil Zappa Live CD & DVD)                                                      | Guitar                                       |

## Com oG3
| Ano  | Álbum                         | Info                        | Mídia / Formato             | Desempenho nas Paradas Musicais | Desempenho nas Paradas Musicais | Desempenho nas Paradas Musicais | Desempenho nas Paradas Musicais | Desempenho nas Paradas Musicais | Desempenho nas Paradas Musicais | Certificação/Vendas |
| Ano  | Álbum                         | Info                        | Mídia / Formato             | [ 3 ]                           | [ 4 ]                           | [ 5 ]                           | [ 5 ]                           | [ 9 ]                           | [ 2 ]                           | Certificação/Vendas |
| ---- | ----------------------------- | --------------------------- | --------------------------- | ------------------------------- | ------------------------------- | ------------------------------- | ------------------------------- | ------------------------------- | ------------------------------- | ------------------- |
| 1996 | G3: Live in Concert           | Satriani, Vai, Eric Johnson | CD                          | 20                              | 52                              | —                               | 37                              | 35                              | 82                              |                     |
| 1996 | G3: Live in Concert           | Satriani, Vai, Eric Johnson | DVD                         | 37                              | —                               | —                               | —                               | —                               | —                               | RIAA: Platina       |
| 2004 | G3: Rockin' in the Free World | Satriani, Vai, Malmsteen    | CD Duplo, digital download  | 156                             | —                               | —                               | —                               | —                               | —                               |                     |
| 2004 | G3: Live In Denver            | Satriani, Vai, Malmsteen    | DVD                         | 5                               | —                               | 2                               | —                               | —                               | —                               | RIAA: Platina       |
| 2005 | G3: Live in Tokyo             | Satriani, Vai, Petrucci     | CD Duplo e digital download | —                               | —                               | —                               | —                               | —                               | —                               |                     |
| 2005 | G3: Live in Tokyo             | Satriani, Vai, Petrucci     | DVD                         | 17                              | —                               | —                               | —                               | —                               | —                               |                     |

## Com oGeneration Axe
| Ano  | Álbum                                               | Info                                                                   | Mídia / Formato      | Desempenho nas Paradas Musicais | Desempenho nas Paradas Musicais | Desempenho nas Paradas Musicais | Desempenho nas Paradas Musicais | Desempenho nas Paradas Musicais | Desempenho nas Paradas Musicais | Certificação/Vendas |
| Ano  | Álbum                                               | Info                                                                   | Mídia / Formato      | [ 3 ]                           | [ 4 ]                           | [ 5 ]                           | [ 5 ]                           | [ 9 ]                           | [ 2 ]                           | Certificação/Vendas |
| ---- | --------------------------------------------------- | ---------------------------------------------------------------------- | -------------------- | ------------------------------- | ------------------------------- | ------------------------------- | ------------------------------- | ------------------------------- | ------------------------------- | ------------------- |
| 2018 | The Guitars That Destroyed The World: Live in China | Steve Vai, Yngwie Malmsteen, Zakk Wylde, Nuno Bettencourt, Tosin Abasi | CD, Download Digital | —                               | —                               | —                               | —                               | —                               | —                               |                     |

## ComAlcatrazz
| Ano  | Banda/Artista | Álbum                                              | Selo            | Desempenho nas Paradas Musicais | Certificação (RIAA) |
| 1985 | Alcatrazz     | Disturbing the Peace                               | Capitol Records | #145                            |                     |
| 2010 | Alcatrazz     | Disturbing the Peace Tour Live in Japan 1984.10.10 | Ward Records    |                                 |                     |

## ComThe David Lee Roth Band
| Álbum e Detalhes                                                                                                | Desempenho nas Paradas Musicais | Desempenho nas Paradas Musicais | Desempenho nas Paradas Musicais | Desempenho nas Paradas Musicais | Desempenho nas Paradas Musicais | Desempenho nas Paradas Musicais | Desempenho nas Paradas Musicais | Desempenho nas Paradas Musicais | Desempenho nas Paradas Musicais | Vendagem       | Certificações                |
| Álbum e Detalhes                                                                                                | EUA                             | AUS                             | CAN                             | FIN                             | PB                              | NZ                              | AUE                             | SUI                             | RU                              | Vendagem       | Certificações                |
| --- | ------------------------------- | ------------------------------- | ------------------------------- | ------------------------------- | ------------------------------- | ------------------------------- | ------------------------------- | ------------------------------- | ------------------------------- | -------------- | ---------------------------- |
| Eat 'Em and Smile (Sonrisa Salvaje) - Lançamento: 7 de julho de 1986 - Gravadora: Warner Bros. Records          | 4                               | —                               | 13                              | 5                               | 57                              | 50                              | 12                              | 29                              | 28                              | - : 2,000,000+ | - BPI: ouro - US: 2× platina |
| Skyscraper - Lançamento: 26 de janeiro de 1988 - Gravadora: Warner Bros. Records                                | 6                               | 35                              | 6                               | 1                               | 39                              | 12                              | 13                              | 13                              | 11                              | - : 1,000,000+ | - : ouro - : platina         |
| The Best - Data de Lançamento: 28 de outubro de 1997 - Gravadora: Warner Bros. Records - Formatos: CD, cassette | 199                             | —                               | —                               | 30                              | —                               | —                               | —                               | —                               | —                               |                |                              |

## ComWhitesnake

### Álbuns de Estúdio
| Ano  | Título | Melhor posição nas paradas | Melhor posição nas paradas | Melhor posição nas paradas | Melhor posição nas paradas | Melhor posição nas paradas | Melhor posição nas paradas | Melhor posição nas paradas | Melhor posição nas paradas | Melhor posição nas paradas | Melhor posição nas paradas | Melhor posição nas paradas | Melhor posição nas paradas | Melhor posição nas paradas | Certificações (Vendas)                      |
| Ano  | Título | ING                        | AUS                        | AUT                        | CAN                        | DIN                        | FIN                        | FRA                        | HOL                        | NOR                        | NZ                         | SUE                        | SUI                        | EUA                        | Certificações (Vendas)                      |
| ---- | --- | -------------------------- | -------------------------- | -------------------------- | -------------------------- | -------------------------- | -------------------------- | -------------------------- | -------------------------- | -------------------------- | -------------------------- | -------------------------- | -------------------------- | -------------------------- | ------------------------------------------- |
| 1989 | Slip of the Tongue - Lançamento: 18 de novembro - Gravadora: EMI/Geffen Records (US) - Formato: LP, CD, CS | 10                         | 39                         | 29                         | 18                         | —                          | —                          | —                          | 43                         | 9                          | 35                         | 11                         | 11                         | 10                         | - RU: Ouro - EUA: Platina - CAN: 2× Platina |

### Álbuns Ao Vivo
| Ano  | Álbum                                                                                              | Desempenho nas Paradas Musicais | Desempenho nas Paradas Musicais | Desempenho nas Paradas Musicais | Desempenho nas Paradas Musicais | Desempenho nas Paradas Musicais | Desempenho nas Paradas Musicais | Desempenho nas Paradas Musicais | Desempenho nas Paradas Musicais | Desempenho nas Paradas Musicais | Desempenho nas Paradas Musicais | Certificações |
| Ano  | Álbum                                                                                              | UK                              | AUT                             | BEL Fla.                        | BEL Wal.                        | FRA                             | GER                             | ITA                             | JPN                             | SWI                             | US                              | Certificações |
| ---- | -------------------------------------------------------------------------------------------------- | ------------------------------- | ------------------------------- | ------------------------------- | ------------------------------- | ------------------------------- | ------------------------------- | ------------------------------- | ------------------------------- | ------------------------------- | ------------------------------- | ------------- |
| 2011 | Live at Donington 1990 - Lançamento: 20 de Maio de 2011 - Selo: Frontiers - Formatos: 2CD, 3LP, DL | 81                              | —                               | —                               | 100                             | —                               | 32                              | 85                              | 221                             | —                               | —                               |               |

### Coletâneas
| Ano  | Título                       | Melhor posição nas paradas | Melhor posição nas paradas | Melhor posição nas paradas | Melhor posição nas paradas | Melhor posição nas paradas | Melhor posição nas paradas | Melhor posição nas paradas | Melhor posição nas paradas | Melhor posição nas paradas | Melhor posição nas paradas | Melhor posição nas paradas | Melhor posição nas paradas | Melhor posição nas paradas | Certificações (Vendas)    |
| Ano  | Título                       | ING                        | AUS                        | AUT                        | CAN                        | DIN                        | FIN                        | FRA                        | HOL                        | NOR                        | NZ                         | SUE                        | SUI                        | EUA                        | Certificações (Vendas)    |
| ---- | ---------------------------- | -------------------------- | -------------------------- | -------------------------- | -------------------------- | -------------------------- | -------------------------- | -------------------------- | -------------------------- | -------------------------- | -------------------------- | -------------------------- | -------------------------- | -------------------------- | ------------------------- |
| 1994 | Whitesnake's Greatest Hits   | 4                          | —                          | —                          | —                          | —                          | —                          | —                          | —                          | —                          | —                          | —                          | —                          | 161                        | - EUA: platina - UK: Ouro |
| 2000 | The Back to Black Collection | —                          | —                          | —                          | —                          | —                          | —                          | —                          | —                          | —                          | —                          | —                          | —                          | —                          |                           |

## Com  Outras Bandas
| Ano  | Banda/Artista      | Álbum          | Certificação (RIAA) |
| ---- | ------------------ | -------------- | ------------------- |
| 1985 | Public Image Ltd.  | Album          |                     |
| 1986 | Shankar & Caroline | The Epidemics  |                     |
| 1999 | Joe Jackson        | Symphony No. 1 |                     |

### Trilhas-sonoras
| Ano  | Trilha-sonora                                          | Tipo                      | Info |
| ---- | ------------------------------------------------------ | ------------------------- | --- |
| 1986 | Crossroads (filme de 1986)                             | Motion Picture Soundtrack | All part played by Steve on "The Elusive Light and Sound, Vol. 1"                                                                                   |
| 1987 | Dudes                                                  | Motion Picture Soundtrack | Steve performs "Amazing Grace" / This OST is out of print Also on "The Elusive Light and Sound, Vol. 1"                                             |
| 1987 | Less than Zero                                         | Motion Picture Soundtrack | Steve performs "Bump 'N Grind", which is not on the OST                                                                                             |
| 1991 | Bill & Ted's Bogus Journey                             | Motion Picture Soundtrack | Steve performs the tracks "The Reaper" and "The Reaper Rap" and a few tracks which are not in the OST Also on "The Elusive Light and Sound, Vol. 1" |
| 1992 | Wayne's World                                          | Motion Picture Soundtrack | Steve performs with Joe Satriani on Alice Cooper's "Feed My Frankenstein"                                                                           |
| 1992 | Encino Man                                             | Motion Picture Soundtrack | Steve performs the track "Get The Hell Out Of Here" Also on "The Elusive Light and Sound, Vol. 1"                                                   |
| 1994 | PCU                                                    | Motion Picture Soundtrack | Steve scored this film, and contributed the track "Now We Run" to this soundtrack The Complete Score on "The Elusive Light and Sound, Vol. 1"       |
| 1997 | Formula 1                                              | Video Game Soundtrack     | |
| 2001 | Ghosts of Mars                                         | Motion Picture Soundtrack | Steve Vai performs on "Ghosts of Mars" and "Ghost Poppin'"                                                                                          |
| 2004 | Halo 2 Soundtrack Volume 1                             | Video Game Soundtrack     | Steve Vai performs on "Halo Theme Mjolnir Mix" and "Never Surrender"                                                                                |
| 2006 | Halo 2 Soundtrack Volume 2                             | Video Game Soundtrack     | Steve Vai performs on "Reclaimer" |
| 2008 | Guitar Hero III: Legends of Rock "Virtuoso Track Pack" | Video Game Soundtrack     | Steve Vai song "For The Love Of God" |

### Participação Como convidado
| Ano             | Banda/Artista                         | Álbum                                                               | Info |
| --------------- | ------------------------------------- | ------------------------------------------------------------------- | --- |
| 1983            | Lisa Popeil                           | Lisa Popeil                                                         | Steve performs on "What You're After", "You Can't Take It Away", "For A Time", "Don't Turn Me Off And On", "I Don't Get It", "The Viper", "Love In My Life", "Perfect Woman"                                                                        |
| 1985            | Heresy                                | At The Door                                                         | Steve performs on "London : 1941" and "Wasted Moments" |
| 1986            | Bob Harris                            | The Great Nostalgia                                                 | Steve performs on the track "Autumn in Nepal" & "There's Still Hope" |
| 1986            | Randy Coven                           | Funk Me Tender                                                      | Steve performs on the track "Funk Me Tender" |
| 1987            | Danny Mendez                          | Death to All Mankind                                                | No Information |
| 1986            | Steve Vai Presents - Western Vacation | Western Vacation                                                    | Steve toca na faixa "Western Vacation" (sob o pseudônimo de "Reckless Fable") |
| 1990            | Rebecca                               | The Best of Dreams                                                  | Steve performs on "Supergirl" / This is a greatest hits CD |
| 1991            | Alice Cooper                          | Hey Stoopid                                                         | Steve performs with Joe Satriani on "Feed My Frankenstein" |
| 1993            | Vários Artistas                       | Zappa's Universe - A Celebration of 25 Years of Frank Zappa's Music | Steve toca a música Sofa, que lhe renderia um premio Grammy em 1994. |
| 1995            | Ozzy Osbourne                         | Ozzmosis (EUA: 2× Platina)                                          | Steve did not play guitar on this album. He Co-Wrote the song "My Little Man" |
| 1996            | Wild Style                            | Cryin'                                                              | Steve performs on "Let It Go" |
| 1997            | Munetaka Higuchi with Dream Castle    | Free World                                                          | Steve plays guitar and bass on the track "Speed" |
| 1997            | vários artistas                       | Merry Axemas: A Guitar Christmas                                    | Steve toca a música Christmas Time Is Here |
| 1998            | Gregg Bissonette                      | Gregg Bissonette                                                    | Steve performs on "Common Road" |
| 1998            | Al Di Meola                           | The Infinite Desire                                                 | Steve performs on "Race with the Devil on Turkish Highway" |
| 2000            | Gregg Bissonette                      | Submarine                                                           | Steve performs on the track "Noah's Ark" |
| 2000            | Thana Harris                          | Thanatopsis                                                         | Steve performs on the track "Fingers" |
| 2000            | Andrew Dice Clay                      | Face Down, Ass Up                                                   | No information |
| 2001            | Robin DiMaggio                        | Blue Planet                                                         | Steve performs on the track "Mallorca" with L. Shankar |
| 2001            | Billy Sheehan                         | Compression                                                         | Steve Vai appears on the track "Chameleon" |
| 2002            | Tak Matsumoto                         | Hana                                                                | No information |
| 2003            | Surinder Sandhu                       | Saurang Orchestra                                                   | Steve Vai performs on the tracks "Amirah", The Little Hindu", "Movement One: Twice Born", "Movement Two: Sunday Morning in Calcutta", "Movement Three: Tradition of the New"                                                                        |
| 2002            | Girls Together Outrageously (G.T.O)   | "I'll Be Around" (SINGLE)                                           | GTO (Girls Together Outrageously) is a Dutch trio who released a cover version of Steve's song "I'll Be Around". The CD single features a Radio Version (3:28) and an Extended Version (4:40). Steve performs the guitar solo on the Radio Version. |
| 2003            | Eric Sardinas                         | Black Pearls                                                        | Steve Vai toca guitarra na canção "Green Tea" |
| 2003            | Steve Lukather & Friends              | Santamental                                                         | Steve Vai toca guitarra na canção "Carol of the Bells" |
| 2003            | Hughes Turner Project                 | HTP 2                                                               | Steve Vai toca guitarra na canção "Losing My Head" |
| 2003            | Shankar & Gingger                     | One in a Million                                                    | Steve Vai toca guitarra na canção "Out Of My Mind" |
| 2003            | Yardbirds                             | Birdland                                                            | Steve Vai toca guitarra na canção "Shapes of Things" |
| 2004            | Motörhead                             | Inferno                                                             | Steve toca guitarra nas canções "Terminal Show" e "Down On Me" |
| 2004            | Bob Carpenter                         | The Sun, The Moon, The Stars                                        | Neste CD, Bob Carpenter faz uma releitura da canção “Whispering a Prayer”, na qual Steve Vai toca violão e Pia Vai harpa. |
| 2005            | John 5                                | Songs for Sanity                                                    | Steve faz um solo de guitarra na canção "Perineum" |
| 2006            | The Devin Townsend Band               | Synchestra                                                          | Steve toca um extenso solo de guitarra na canção "Triumph" |
| 2006            | Marty Friedman                        | Loudspeaker                                                         | Steve toca guitarra na canção "Viper" |
| 2006            | Meat Loaf                             | Bat Out of Hell III: The Monster is Loose (EUA: Ouro)               | Steve toca guitarra na canção "In the Land of the Pig, the Butcher is King" |
| 2007            | Dream Theater                         | Systematic Chaos                                                    | Steve usa sua voz na canção "Repentance" |
| 2007            | Eros Ramazzotti                       | e²                                                                  | Steve tocou, produziu e regravou a faixa "Dove C'e' Musica" neste álbum |
| 2008            | Jason Becker                          | Collection                                                          | Steve toca guitarra na canção "River Of Longing (Reprise)" juntamente com Marty Friedman |
| 2009            | Spinal Tap                            | Back from the Dead                                                  | Steve toca guitarra na canção "Short And Sweet" |
| 2009            | Mike Stern                            | Big Neighborhood                                                    | Steve toca guitarra na canção "Big Neighborhood" e sitar em "Moroccan Roll" |
| 2009            | Orianthi                              | Believe                                                             | Steve foi co-autor e toca guitarra na canção "Highly Strung" |
| 2010            | Mary J. Blige                         | "Stronger with Each Tear"                                           | Vai toca guitarra na canção Stairway to Heaven |
| 2010            | Meat Loaf                             | Hang Cool Teddy Bear                                                | Steve toca guitarra nas canções "Love Is Not Real/Next Time You Stab Me in the Back" & "Song of Madness" |
| 2011            | Steve Kusaba                          | Centrifugal Satz Clock: Morning                                     | Steve toca guitarra na canção "We Run This Place" |
| 2012            | Joe Jackson                           | The Duke                                                            | Steve toca guitarra na canção "Isfahan" |
| 2012            | 2Cellos                               | In2ition                                                            | Steve toca guitarra na canção "Highway to Hell" |
| 2012            | Vários                                | "Re-machined" - Deep Purple Machine Head                            | - Steve toca, junto com vários outros artistas, a canção "Highway Star" |
| 2013            | Iwrestledabearonce                    | Late for Nothing                                                    | - Vai toca guitarra na música "Carnage Asada" |
| 2013            | Devin Townsend                        | The Retinal Circus                                                  | - Vai faz narração e atua como apresentador do programa |
| 2013            | William Shatner                       | Ponder the Mystery                                                  | - Participação na faixa "Ponder the Mystery" |
| 2016            | M83                                   |                                                                     | - Participação na canção Go! (solo que se inicia aos 2min40s) |
| 2018            | Jason Becker                          | Triumphant Hearts                                                   | - Guitarra na canção "Valley of Fire" |
| rowspan="2"2019 | Devin Townsend                        | Empath                                                              | - Guitarra na canção "Here Comes the Sun!" |
| Jacob Collier   | Djesse Vol. 2.                        | - Guitarra na canção "Do You Feel Love"                             | |
| 2021            | Sergio Vallín                         | Microsinfonías                                                      | - Guitarra na canção "Microsinfonía" |
| 2022            | Star One                              | Revel in Time                                                       | - Solo de guitarra na canção "Lost Children of the Universe" |

## Videoclipes
Com Alcatrazz
- God Blessed Video

Com The David Lee Roth Band
- Yankee Rose
- Just Like Paradise

Com Orianthi
- "Highly Strung"

Com 2Cellos
- Highway to Hell

Carreira Solo
- Todas as músicas do álbum Alien Love Secrets, lançadas em formato VHS, e mais tarde em DVD.
- For the Love of God
- The Audience Is Listening
- I Would Love To
- In My Dreams With You
- Down Deep Into The Pain
- Dark Matter

## Álbuns de outros artista(s)/Banda(s) produzidos por Steve Vai
Além de produzir muitos de seus álbuns, Vai também é creditado como tendo produzido álbuns de outros artista(s)/Banda(s), a saber:
| Ano  | Artista(s)/Banda               | Álbum                                            |
| ---- | ------------------------------ | ------------------------------------------------ |
| 1986 | Steve Vai & Western Vacation   | Steve Vai Presents - Western Vacation            |
| 1992 | Bad4Good                       | Refugee                                          |
| 1997 | Vários Artistas                | Merry Axemas: A Guitar Christmas                 |
| 1998 | Vários Artistas                | Merry Axemas, Vol. 2: More Guitars for Christmas |
| 2002 | Larry Carlton e Steve Lukather | No Substitutions: Live in Osaka                  |
| 2004 | Mike Keneally                  | Vai: Piano Reductions, Vol. 1                    |
| 2019 | Miho Arai                      | Vai: Piano Reductions, Vol. 2                    |

## Álbuns Tributo aJoe Satriani
| Ano  | Álbum                                     | Músico(s)/Banda | Ref.   |
| ---- | ----------------------------------------- | --------------- | ------ |
| 2002 | A Tribute to Vai/Satriani: Lords of Karma | Vários artistas | [ 76 ] |